# Diane Seybering
Diane Seybering (* 28. Januar 2007 in Nordhorn) ist eine deutsche Volleyballspielerin.

## Karriere
Seybering spielte in ihrer Jugend Volleyball beim FC 47 Leschede, mit dem sie 2025 in Saarbrücken bei der deutschen U20-Meisterschaft den fünften Platz erreichte. Mit Leschede war sie 2022/23 auch in der Regionalliga Nordwest und 2023/24 in der Dritten Liga West aktiv. Parallel dazu spielte sie beim VC Olympia Münster 2023/24 in der 2. Bundesliga Nord und 2024/25 in der Dritten Liga West. Mit einem Zweitspielrecht gewann die Mittelblockerin 2024/25 mit der zweiten Mannschaft des USC Münster die Vizemeisterschaft der 2. Bundesliga Nord.
Mit der deutschen Jugendnationalmannschaft erreichte Seybering 2023 bei der U17-Europameisterschaft in Ungarn Platz dreizehn, 2024 bei der U18-Europameisterschaft in Griechenland Platz fünf und 2025 bei der U19-Weltmeisterschaft in Kroatien/Serbien Platz sechzehn.
Nachdem Seybering 2024/25 sporadisch schon im Kader der Bundesliga-Mannschaft des USC stand, erhielt sie hier für die Saison 2025/26 einen festen Vertrag.

## Privates
Seyberings älterer Bruder David spielt auch Volleyball.